# Giovanni Battista Doria
Giovanni Battista Doria a été le 50e doge de Gênes du 4 janvier 1537 au 4 janvier 1539.